# Tage Lindbom
Tage Lindbom (Malmö, 24 de outubro de 1909 — 2001) foi um filósofo sueco filiado à Filosofia Perene.
PhD em ciência política, Lindbom pautou seus livros pela escola marxista entre 1938 e 1965, quando se desligou de suas funções de teórico e diretor dos arquivos e da biblioteca central do Partido Social-Democrata sueco para abraçar a escola perenialista de René Guénon e Frithjof Schuon.
Ele é autor de O Mito da Democracia (São Paulo, Ibrasa, 2007), onde sustenta que há um abismo entre a "retórica" democrática e a realidade concreta das sociedades contemporâneas.

## Obras
Livros em castelhano
- La semilla y la cizaña: el reino del hombre al término del plazo; vérsión castellana de Alejandro Corniero Fernández-Baños, Madri, 1980.

Livros em inglês
- The Tares and the Good Grain: Or, The Kingdom of Man at the Hour of Reckoning (transl. of Agnarna och vetet), Mercer University Press (UK), 1982, ISBN 9780865540798 / 0865540799.
- The Myth of Democracy (transl. of Demokratin är en myt), Wm B Eerdmans Publishing Co, 1996, ISBN 0802840647 / 0-8028-4064-7.
- Lucifer, Every Branch in Me: Essays on the Meaning of Man, ed.  Barry McDonald, Bloomington, 2002. ISBN 0941532399 / 978-0941532396. Also published in Religion of the Heart: Essays Presented to Frithjof Schuon on His Eightieth Birthday, eds. Seyyed Hossein Nasr and William Stoddart, Washington D.C., 1991.
- Virtue and Morality, The Underlying Religion: An Introduction to the Perennial Philosophy, eds. Martin Lings and Clinton Minnaar, Bloomington, 2007. ISBN 978-1-933316-43-7.